# Quận Pershing, Nevada

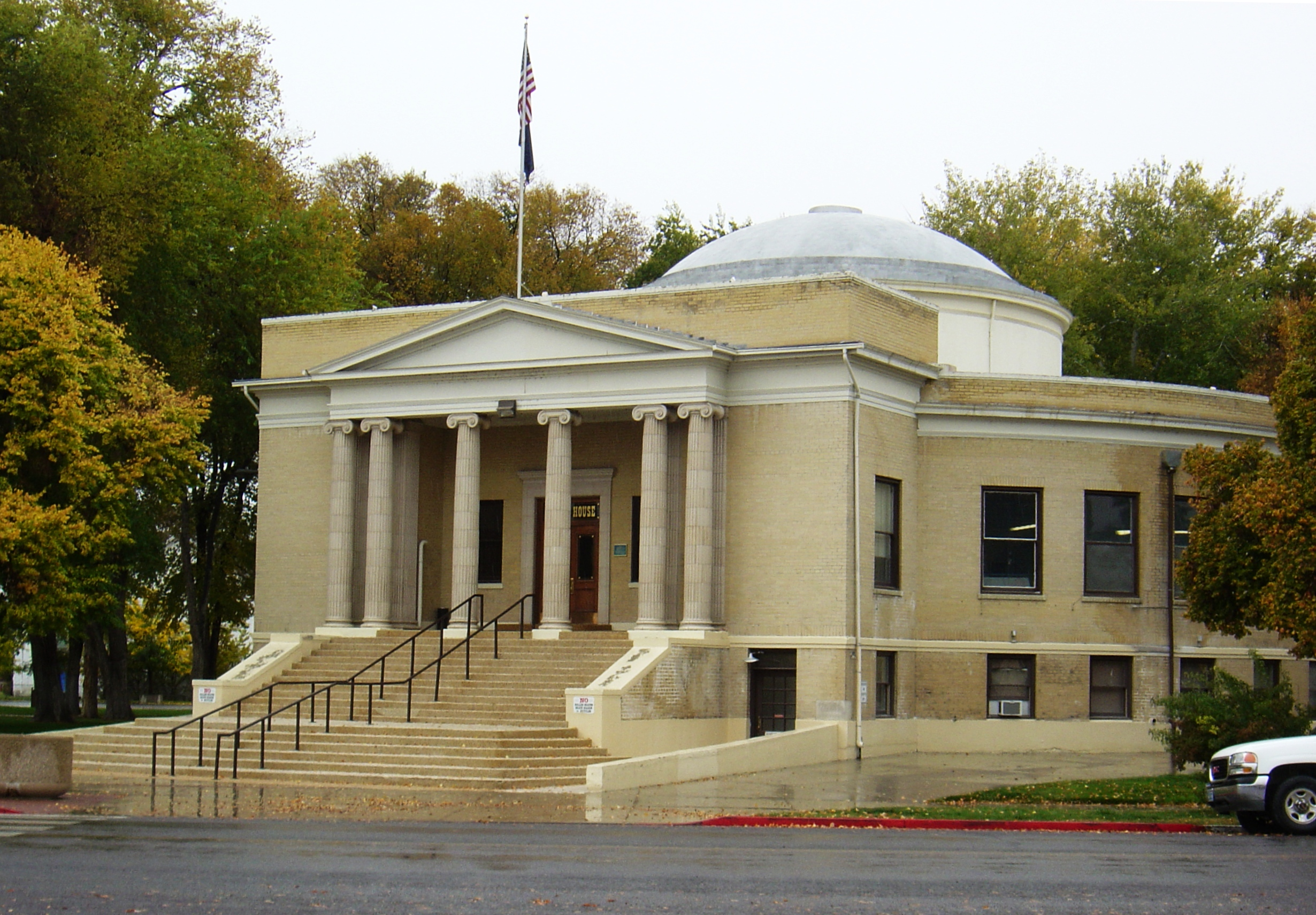
Toà án quận Pershing ở Lovelock, Nevada.

Quận Pershing là một quận thuộc tiểu bang Nevada, Hoa Kỳ.
Theo điều tra dân số năm 2000 của Cục điều tra dân số Hoa Kỳ, quận có dân số 6693 người. Quận lỵ là Lovelock6. Quận được đặt tên theo tướng John Pershing. Quận đã được lập từ một phần của quận Humboldt năm 1919, là quận cuối của tiểu bang Nevada được thành lập.